# Drabinki
Drabinki – element placu zabaw.

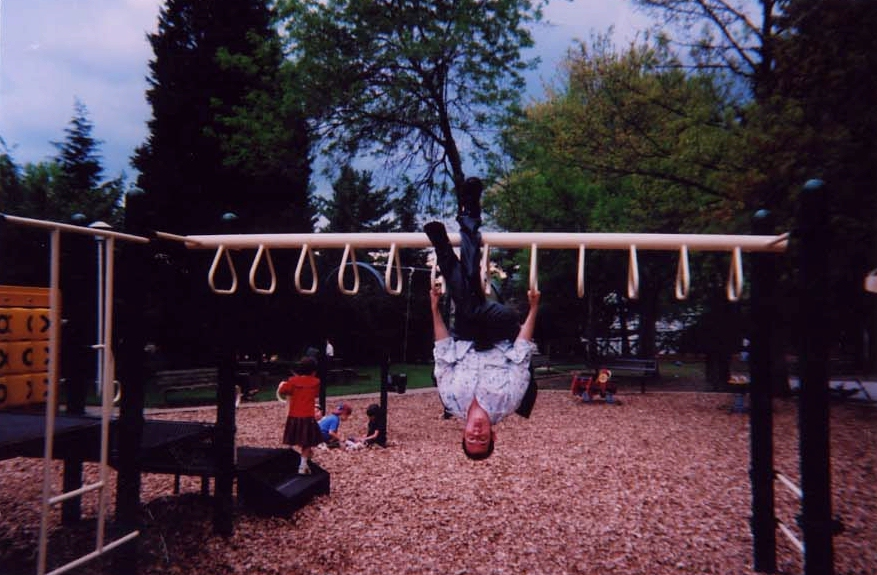
Mężczyzna używający jednej z wersji drabinek

Drabinki mogą się składać z metalowych, drewnianych, gumowych, plastikowych części. Najprostsza drabinka ma kształt dwóch półokręgów połączonych belkami.
Istnieją też bardziej skomplikowane wersje, np. z wbudowanymi gumowymi oponami, łańcuchami (po których można się wspinać).
Z zabawą na drabinkach wiąże się ryzyko spadnięcia - dlatego nie są one najczęściej przeznaczone dla dzieci poniżej 10 lat.